# 克羅諾基湖

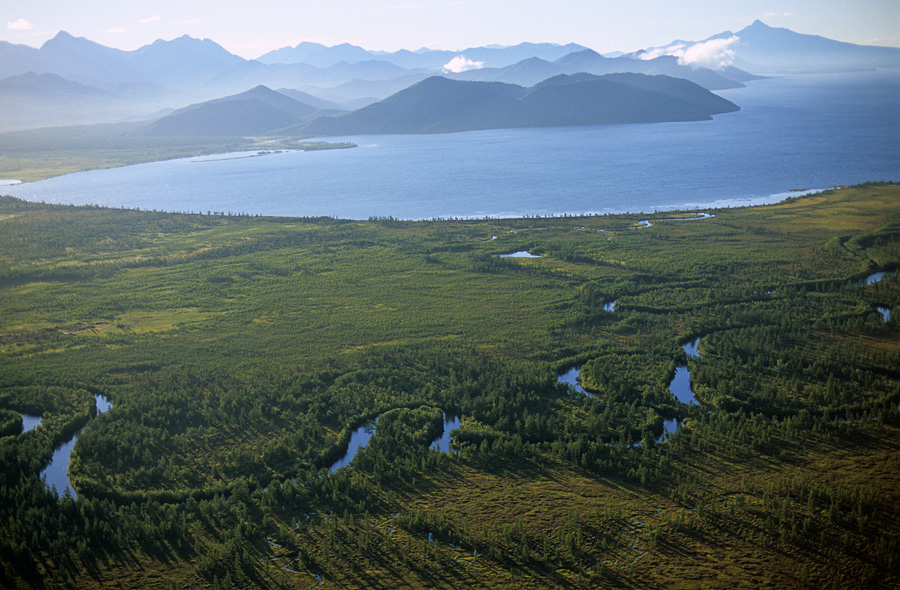

克羅諾基湖是俄羅斯的湖泊，位於堪察加半島東部，長29公里、寬18公里，面積242平方公里，集水區面積2,330平方公里，海拔高度372米，最大深度148米，平均深度51米。該湖處於克羅諾基自然保護區範圍內。